# ファビオ・クディチーニ
ファビオ・クディチーニ（Fabio Cudicini, 1935年10月20日 - 2025年1月8日）は、イタリア・トリエステ出身の元サッカー選手。ポジションはゴールキーパー。プロ選手として1955年から1973年までプレーした。
当時としては最も高い部類に入る193cmの長身で、Ragno Nero（黒クモ）の異名をとった。1969年のUEFAチャンピオンズカップ優勝に貢献するなど、ACミランの名キーパーとして知られている。クラブチームでの活躍の一方で、イタリア代表としては控えの座にとどまり、1度も試合に出場することはなかった。
息子のカルロ・クディチーニもゴールキーパーとしてプレーしていた。
2025年1月8日までに死去した。89歳没。

## 所属クラブ
- ウディネーゼ　1955-1958
- ASローマ　1958-1966
- ブレシア　1966-1967
- ACミラン　1967-1973